# Palacio de Nymphenburg
El palacio de Nymphenburg (en alemán, Schloss Nymphenburg) es un palacio de estilo barroco ubicado en la ciudad de Múnich, estado federado de Baviera, Alemania. El palacio fue la residencia de verano de los gobernantes del Reino de Baviera.

## Historia
El palacio fue encargado por la pareja compuesta por Fernando María y Enriqueta Adelaida de Saboya a Agostino Barelli en 1664, luego del nacimiento de su hijo Maximiliano II Manuel de Baviera. El pabellón central fue terminado en 1675.
En 1701, el heredero de los ducados soberanos de Baviera, Maximiliano Manuel, ordenó una ampliación sistemática del palacio. Se agregaron dos pabellones, uno al sur y el otro al norte del palacio de Barelli, realizados por Enrico Zuccalli y Giovanni Antonio Viscardi. Más tarde, la sección sur del palacio se amplió aún más para formar los establos. Para balancear, se añadió al norte una plantación de naranjos. Finalmente, fue construido un gran círculo con mansiones barrocas (el Schlossrondell), bajo el gobierno del hijo de Maximiliano Manuel, Carlos VII.
Al firmarse en julio de 1741 el Tratado de Nymphenburg, Carlos VII acordó una alianza con Francia y España en contra de Austria. Por largo tiempo, el palacio fue la residencia de verano de los gobernantes de Baviera. El Rey Maximiliano I murió ahí en 1825, y su bisnieto, el Rey Luis II, nació ahí en 1845. También murió en el palacio la infanta Paz de Borbón en 1946 tras residir en él durante muchos años.
Hoy en día, el palacio de Nymphenburg está abierto al público, pero aún es el hogar y sede del jefe de la Casa de Wittelsbach, el duque Francisco de Baviera.

## El palacio

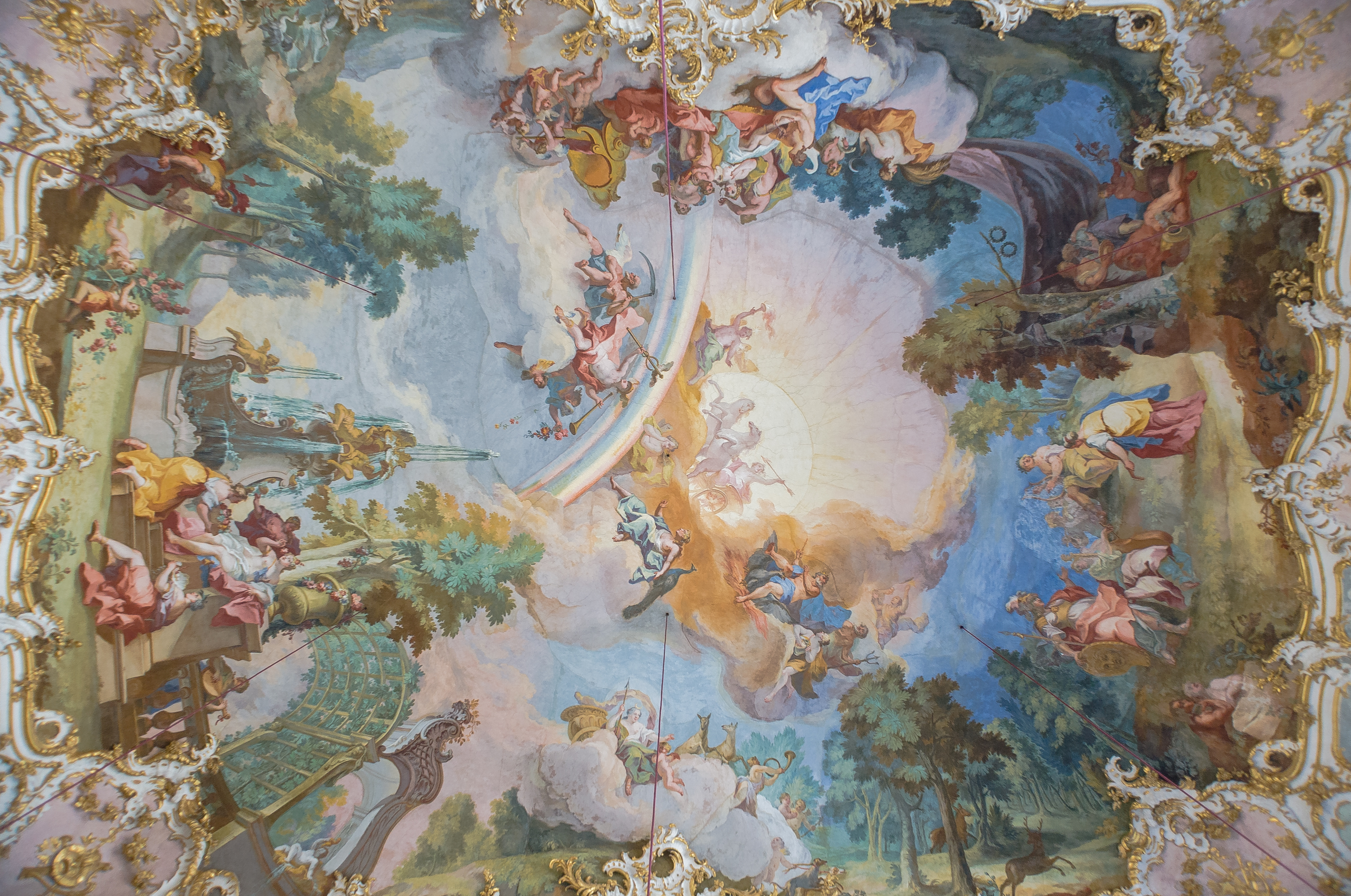
Fresco realizado en el cielo del Steinerner Saal.

El palacio, junto con su parque, es en la actualidad uno de los sitios más famosos de Múnich. El Steinerner Saal (Salón de Piedra), con frescos en el cielo de Johann Baptist Zimmermann y decoraciones de François de Cuvilliés, es un lugar impresionante. Haciendo las veces de un gran salón, ocupa más de tres pisos del pabellón central del palacio.
Algunas habitaciones todavía muestran su decoración barroca original, mientras que otras fueron redecoradas posteriormente en estilo rococó o neoclásico. El antiguo comedorcito del pabellón sur alberga hoy la Galería de Bellezas del Rey Luis I.
Las caballerizas reales contienen uno de los más importantes museos de carruajes que se usaron en importantes eventos históricos. Entre las mayores atracciones del museo destacan los magníficos carruajes y trineos del Rey Luis II. En el primer piso hay una colección de porcelanas de Nymphenburg.

## El parque del palacio
El palacio cuenta con un parque de aproximadamente 800 000 m² que en un principio era de estilo italiano (1671). Al ser ampliado y redecorado por Dominique Girard, discípulo de Le Nôtre, tomó un marcado estilo francés, para finalmente ser rediseñado a principios del siglo XIX por Friedrich Ludwig von Sckell en estilo inglés. Preservó los elementos principales de los jardines barrocos, como por ejemplo el gran parterre. El parque está cortado en dos por un canal a lo largo del eje que lleva desde el palacio hasta la cascada de mármol (decorado con figuras de piedra de dioses griegos) en el oeste. Hay dos lagos a ambos lados del canal. El Dörfchen (Pequeña aldea) fue creado bajo el reinado de Maximiliano III a semejanza de la Aldea de la Reina. El Salettl (1799) es una casa de campo con un pequeño jardín cercano a la antigua reserva de animales que servía como atracción para los hijos del Rey Maximiliano IV.
Dentro del parque se han construido algunos pabellones:
- Pagodenburg (1716-1719) - de planta octogonal, dos pabellones de cuentos de hadas con decoraciones de baldosas de Delft en el primer piso y Chinería en el segundo. Fue construido por Joseph Effner.
- Badenburg (1719-1721) - pabellón barroco también construido por Effner, cuenta con un gran salón de banquetes y un baño con una piscina alicatada con azulejos blancos y azules. El vestidor está decorado con xilografías traídas de la China que se repiten aleatoriamente, así como otras estancias de los apartamentos de los electores. En el Gabinete de los Monos es donde el elector se ataviaba; se conserva el mobiliario original.
- Magdalenenklause - ruinas falsas para retiros y meditación, levantado entre 1725 y 1728.
- Amalienburg - un pabellón de caza rococó construido entre 1734 y 1739 por François de Cuvilliés para Carlos VII y su esposa María Amalia de Austria, que incluye un salón de espejos y una caseta para perros de caza. La construcción y su decoración son una obra maestra del rococó europeo.
- Monopteros - templo neoclásico de Leo von Klenze, erigido entre 1862 y 1865.

Al norte del gran parterre se encuentra el enorme Jardín Botánico de Múnich.

## Galería

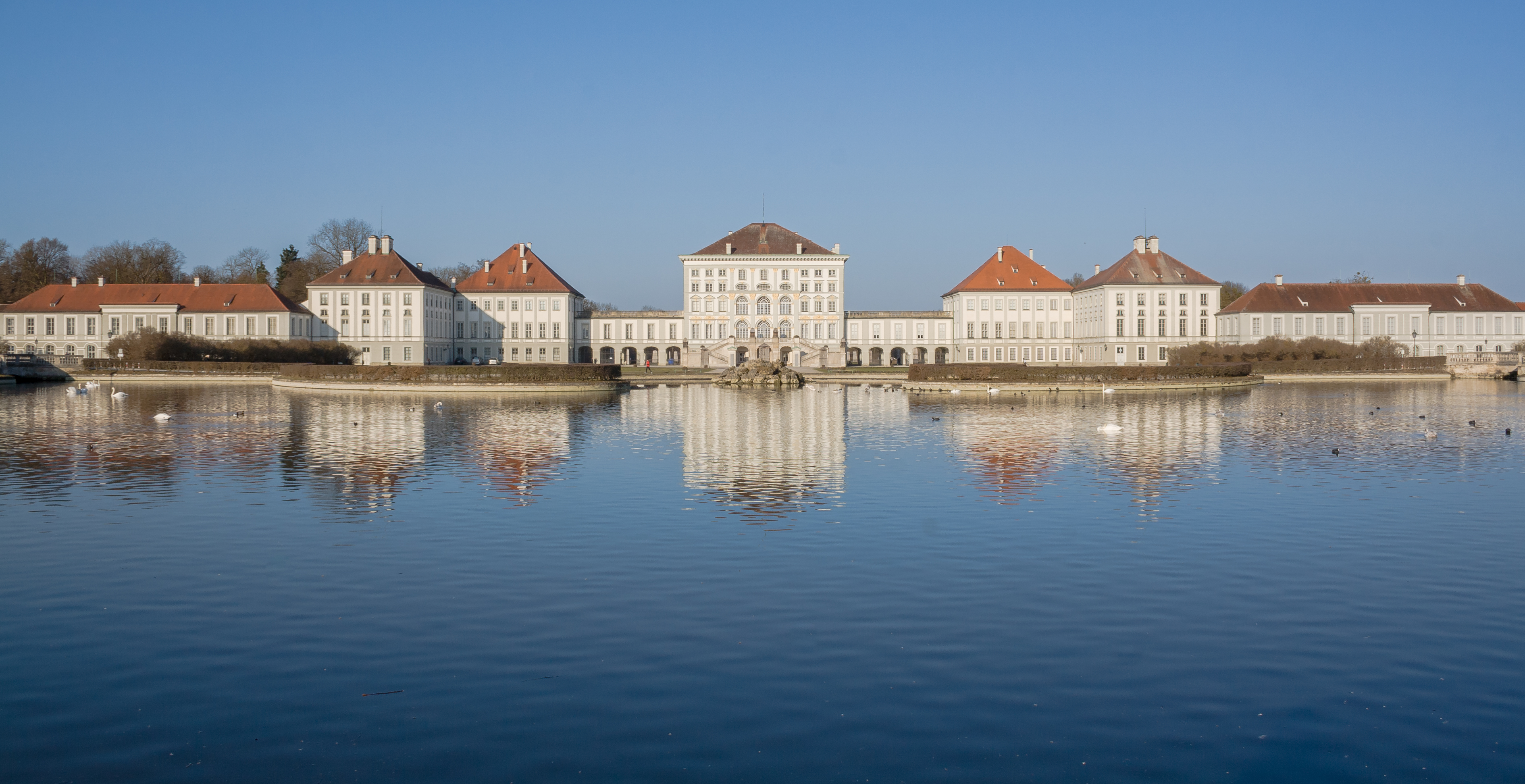
Exterior del palacio.
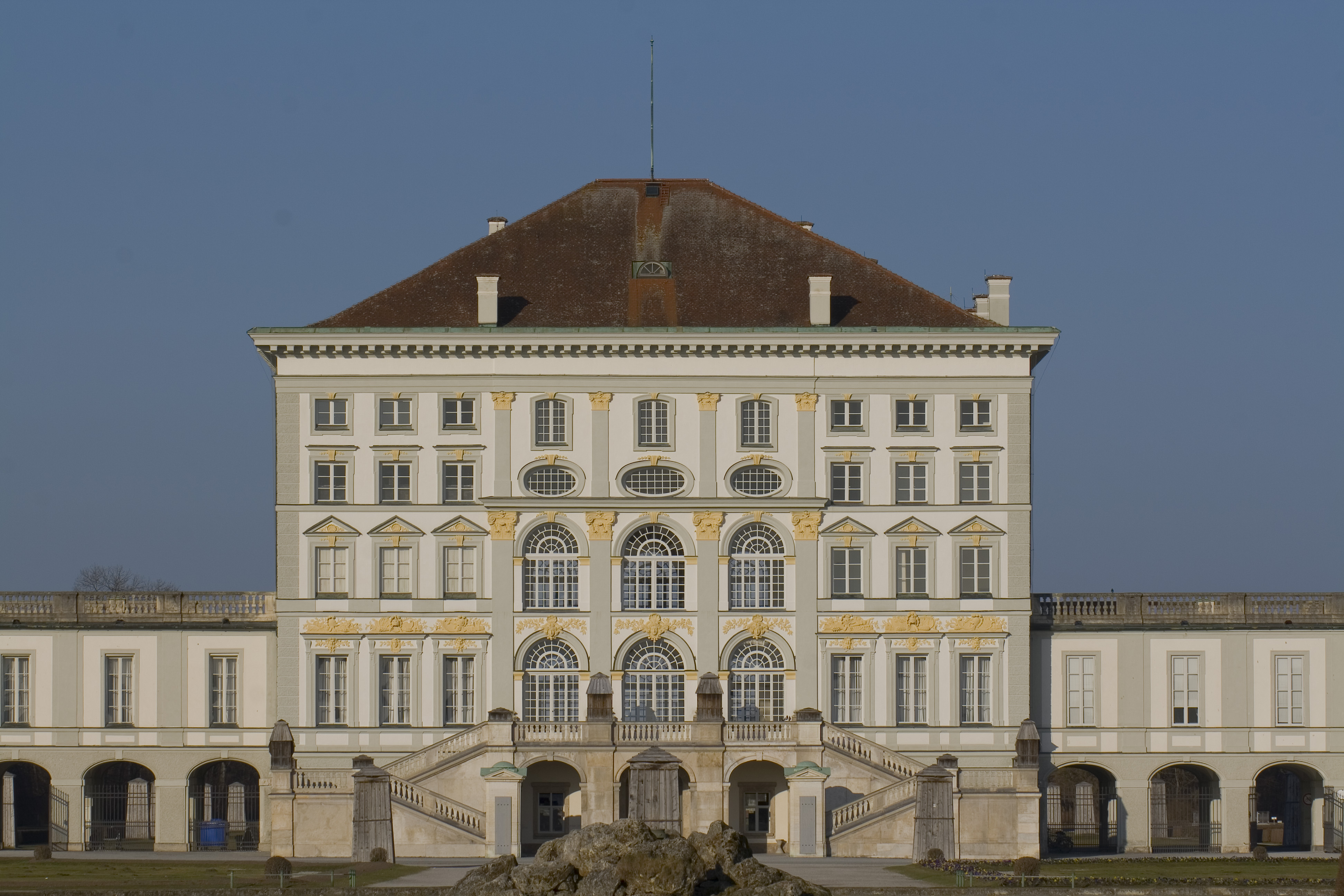
Residencia.
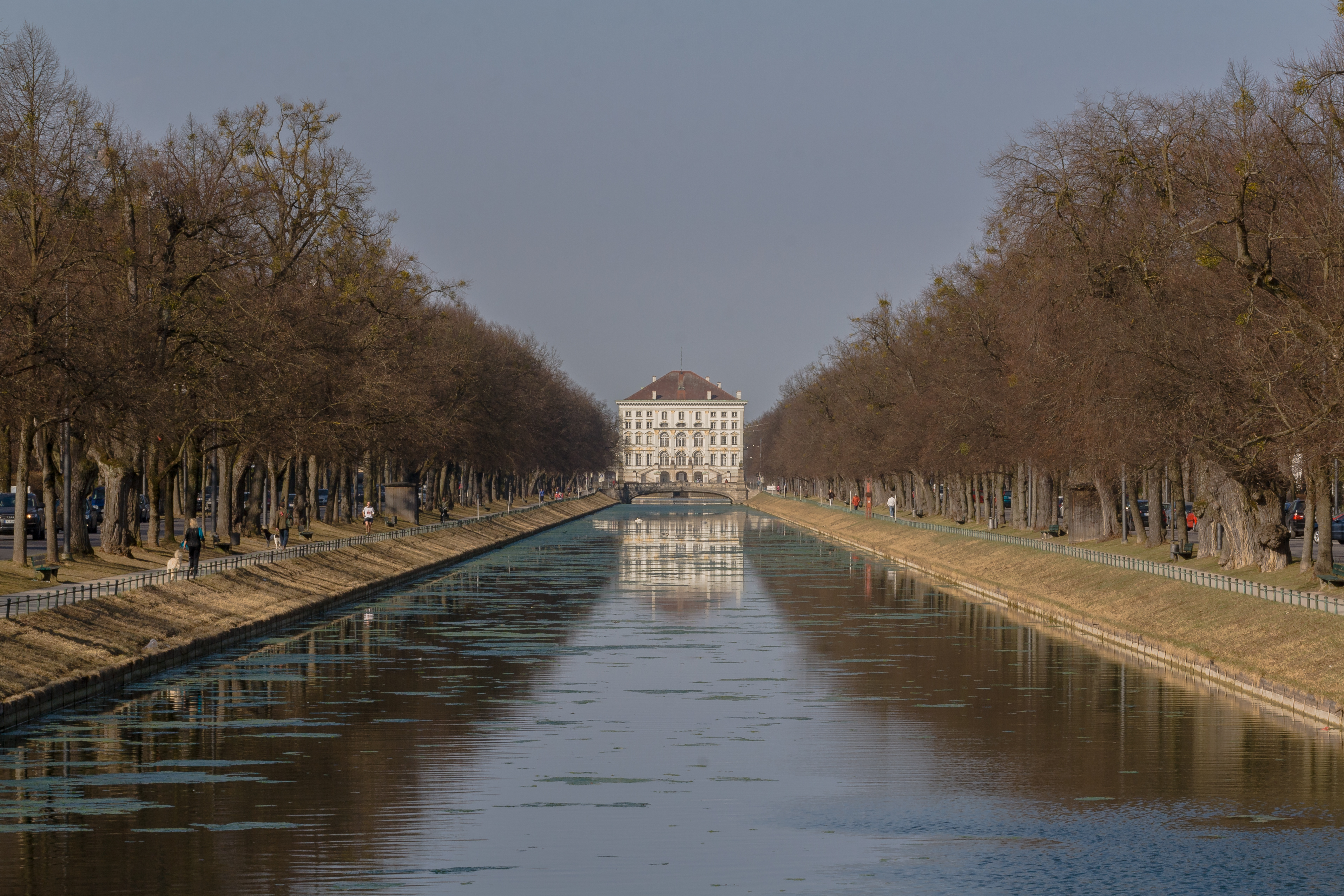
Vista del palacio al final del canal.
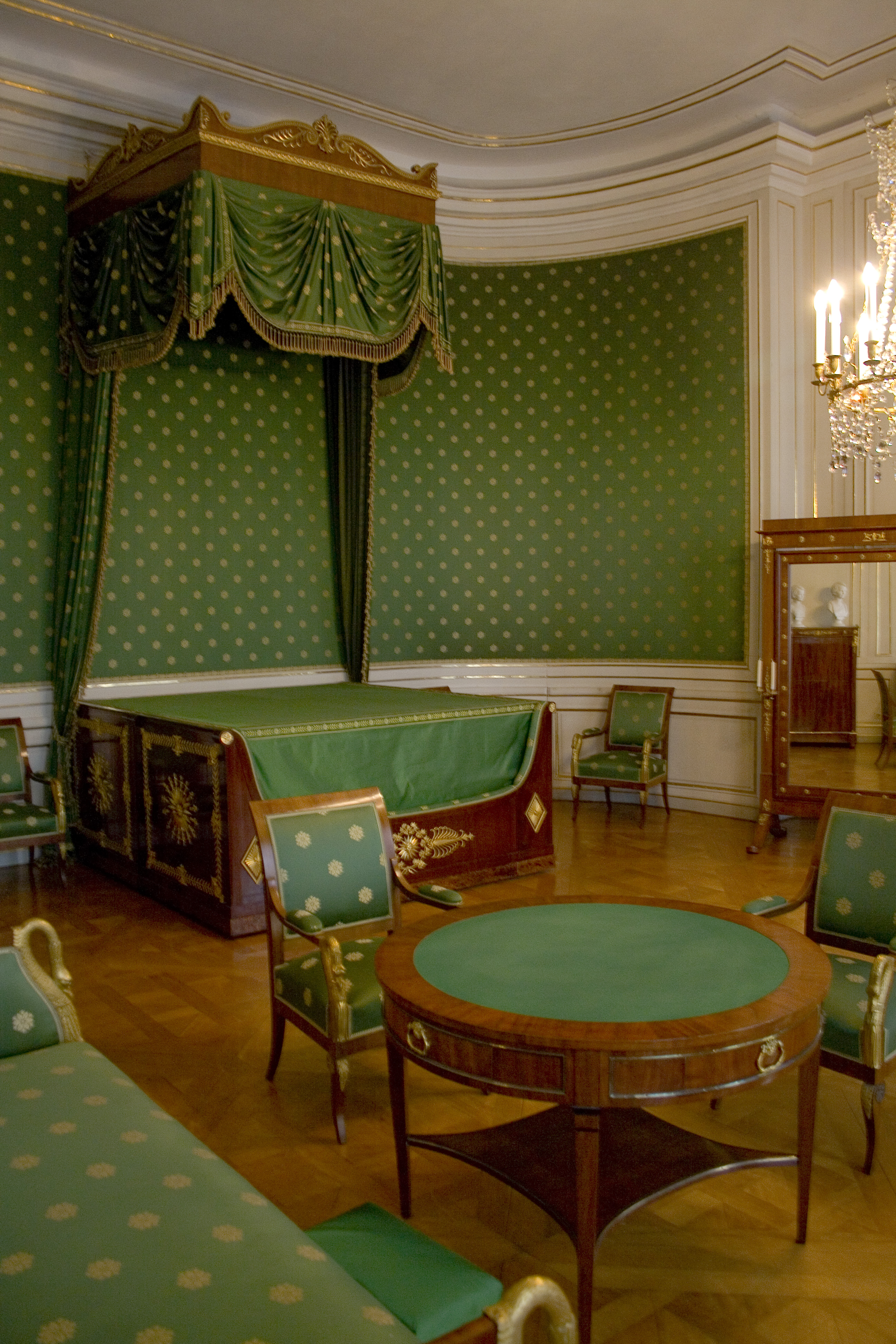
Dormitorio de la Reina. Aquí nació Luis II.
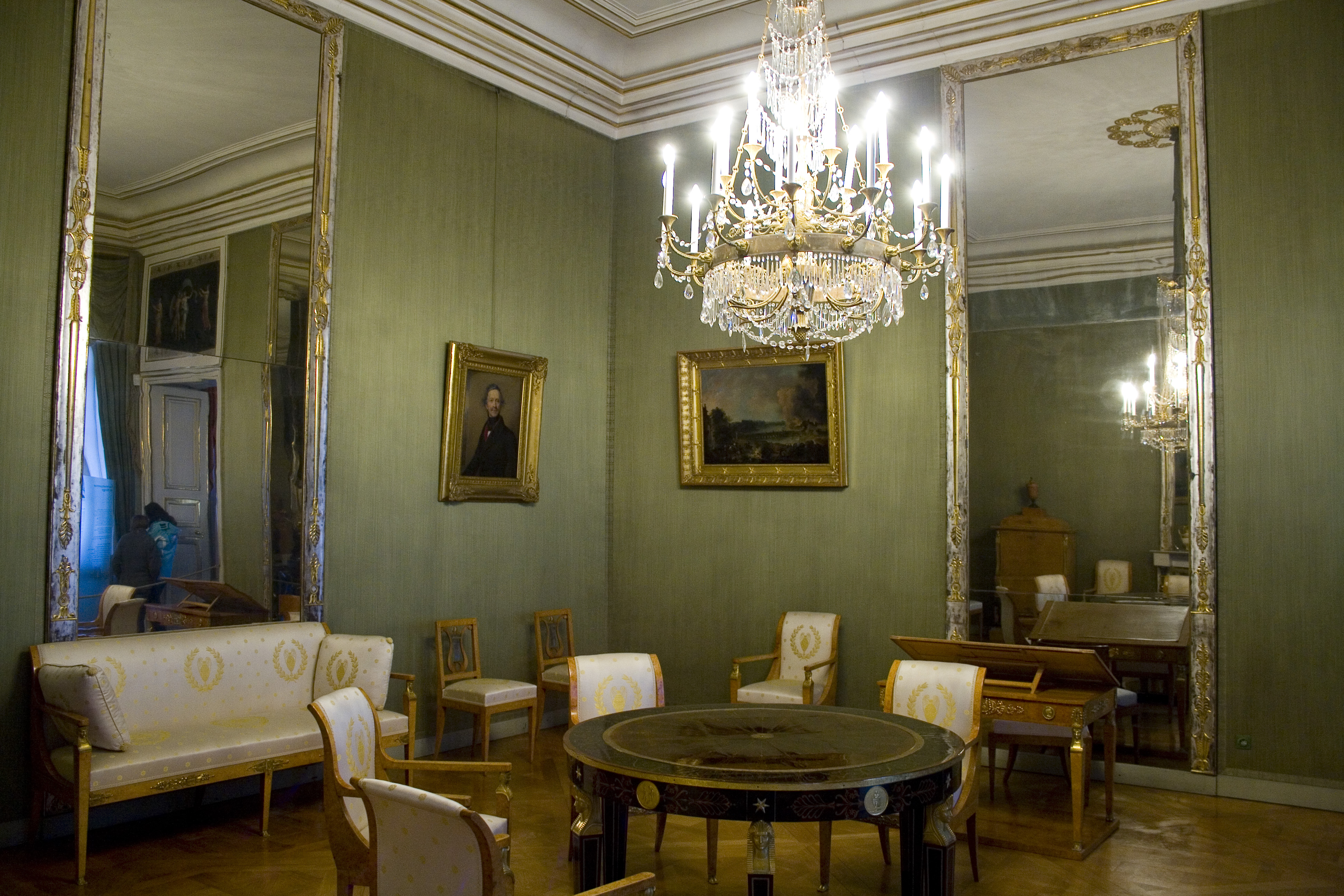
Gabinete de trabajo de la reina.
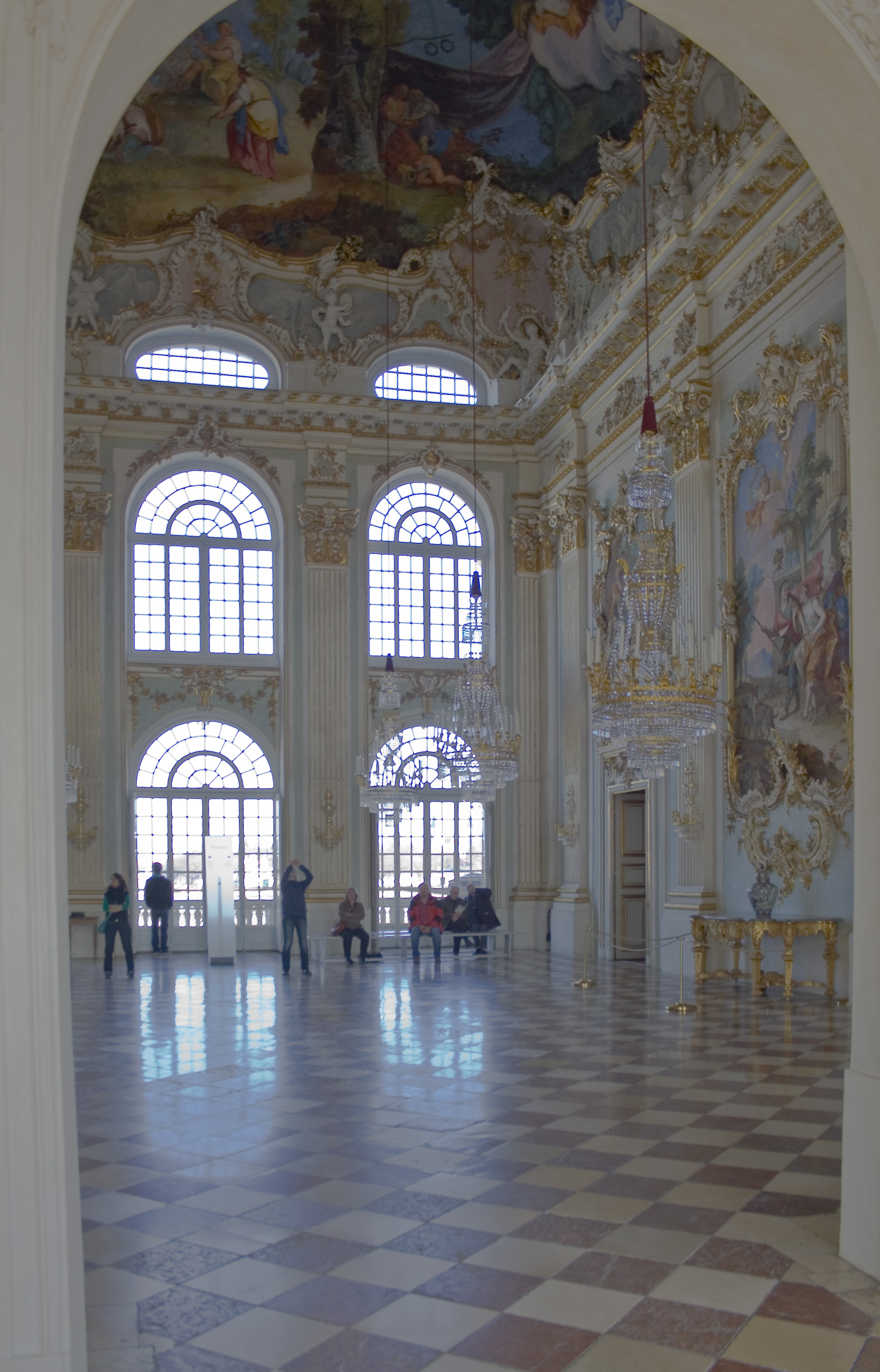
Steinerner Saal.
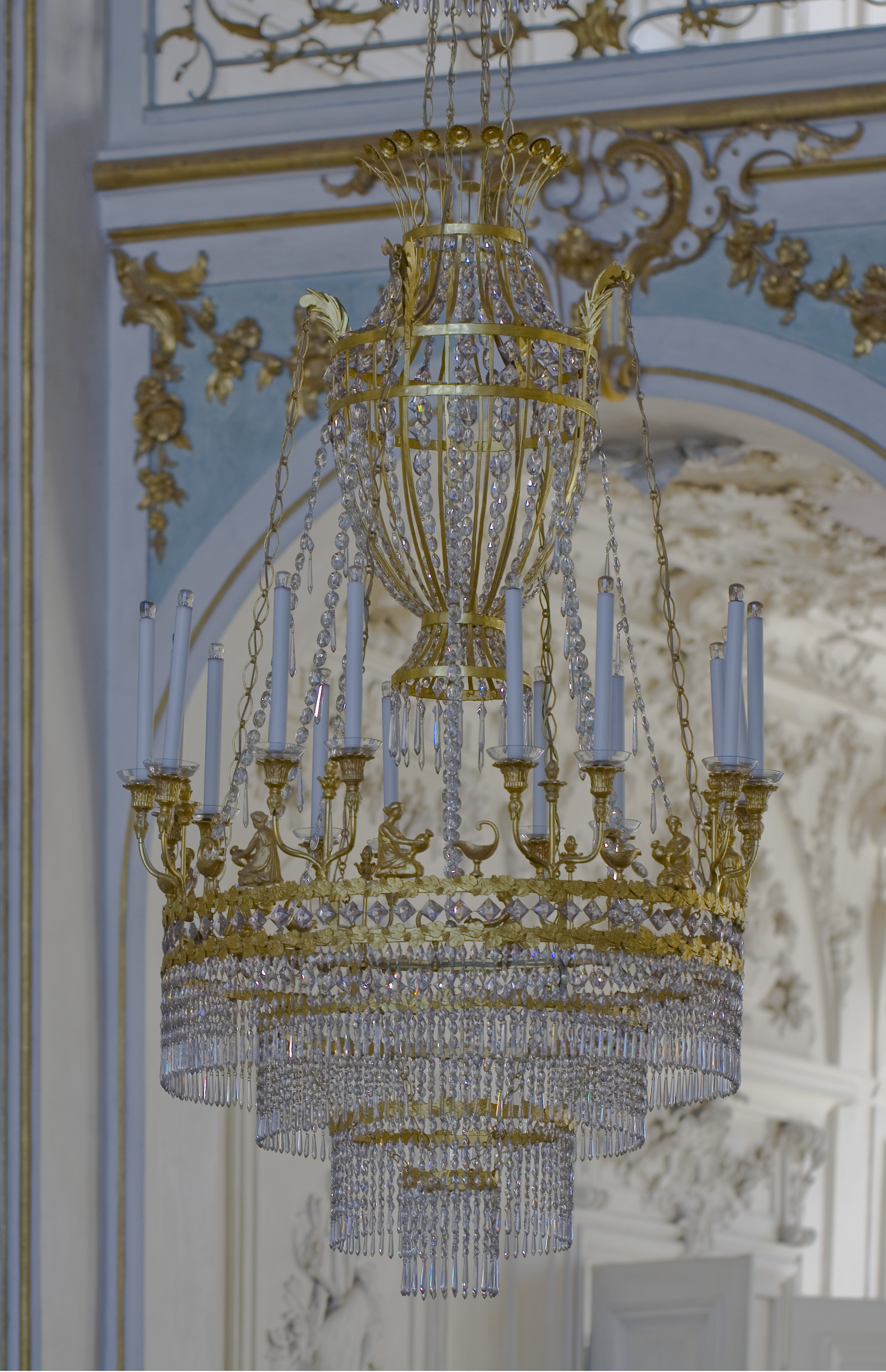
Detalle de un candelabro.
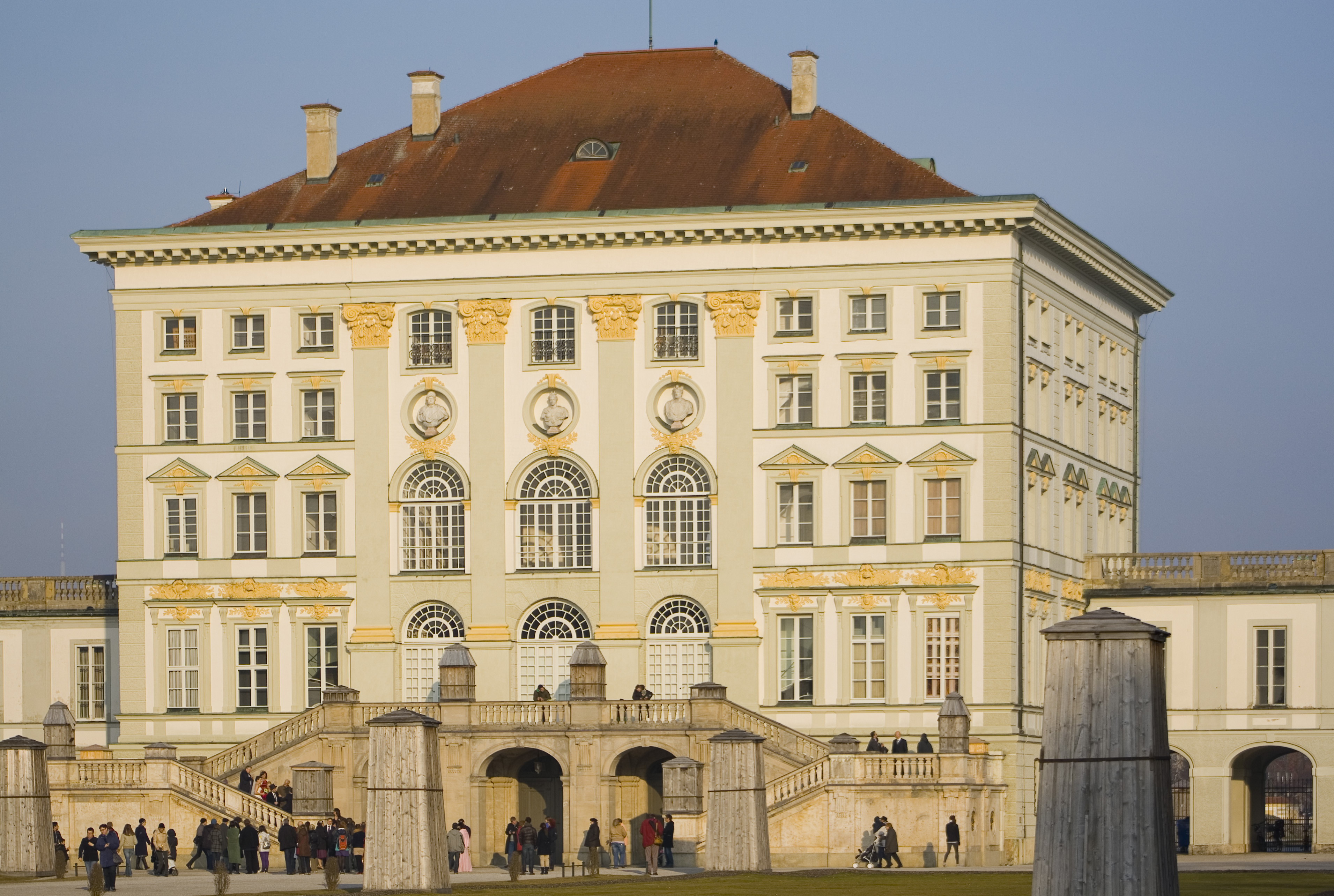
Vista posterior.